# درة باشت (بابويي)
درة باشت (بالفارسية: دره باشت) هي قرية تقع في إيران في قسم بابويي الريفي. يقدر عدد سكانها بـ 69 نسمة بحسب إحصاء 2016.